# The Circle's End
The Circle's End (o The Higher Law) è un cortometraggio muto del 1914 diretto da Romaine Fielding.

## Produzione
Il film fu prodotto dalla Lubin Manufacturing Company. Venne girato a Las Vegas (nel New Mexico).

## Distribuzione
Distribuito dalla General Film Company, il film - un cortometraggio in una bobina - uscì nelle sale cinematografiche USA il 3 gennaio 1914.